# Куячинська сільська рада
Куячи́нська сільська рада (рос. Куячинский сельский совет) — сільське поселення у складі Алтайського району Алтайського краю Росії.
Адміністративний центр — село Куяча.

## Населення
Населення — 915 осіб (2019; 839 в 2010, 1071 у 2002).

## Склад
До складу сільської ради входять:
| Населений пункт | Населення, осіб (2002) | Населення, осіб (2010) |
| --------------- | ---------------------- | ---------------------- |
| Куяча, село     | 618                    | 475                    |
| Тоурак, село    | 453                    | 364                    |